# Zane Scotland
Zane Scotland (Manchester, Surrey, 17 juli 1982) is een Engelse golfprofessional. Hij is vooral bekend omdat hij de jongste speler is die zich ooit heeft gekwalificeerd voor het Brits Open.

## Amateur
In 1999 wint hij de Sir Henry Cooper Junior Masters en daarna, nog steeds maar 16 jaar oud, kwalificeert hij zich (als jongste ooit) voor het Brits Open, dat op Carnoustie gespeeld zal worden.

#### Gewonnen
- 1999: Sir Henry Cooper Junior Masters
- 2002: Dutch Junior Open

#### Teams
- St Andrews Trophy: 2002 (winnaars)
- Jacques Leglise Trophy: 1999 (winnaars), 2000 (winnaars)

## Professional
Hij 2002 gaat hij voor het eerst naar de Tourschool, maar haalt geen spelerskaart. In 2003 wordt hij professional en krijgt enkele uitnodigingen voor toernooien op de Europese PGA Tour. Daarna speelt hij op de Challenge Tour, totdat hij via de Tourschool een spelerskaart krijgt voor 2007. Hij wordt 4de op de The Quinn Direct British Masters, eindigt in de Top-100 van Europa en houdt zijn kaart voor 2008.
Eind juni 2008 krijgt hij tijdens het BMW International Open in München last van zijn pols, en speelt de rest van het seizoen geen toernooien meer. In 2009 speelt hij de eerste negen toernooien als 'medical exemption'.
In 2011 won hij het Abu Dhabi GOLF CITIZEN Open, het eerste toernooi van de net opgerichte MENA Tour.
Zane woont in Wallington, Surrey.

### Gewonnen
MENA Tour
- 2011: Abu Dhabi GOLF CITIZEN Open
- 2012: Dubai Creek Open
- 2013: Royal Golf Dar Es Salam Open (-10), Dubai Creek Open (-7)